# Барел
Барел (енгл. Barrel - буре) је мера запремине која се најчешће користи као јединица запремине сирове нафте.
Један барел износи:
- 1 барел нафте = 42 америчка галона = 158,9873 литара = 34,9723 британска галона
- 1 британски барел пива = 36 британских галона = 163,7 литара
- 1 амерички барел пива = 31 амерички галон = 117,3 литара
- 1 амерички непивски течни барел = 31,5 америчких галона = 119,2 литара
- 1 амерички суви барел = 115,6 литара
- 1 сомалијски барел воде = 200 литара